# Împăratul Tongzhi
Împăratul erei Tongzhi  (Wade-Giles: Tung-chih împăratul; n. 27 aprilie 1856, Dongcheng District⁠(d), Beijing, Dinastia Ming – d. 12 ianuarie 1875, Beijing, Dinastia Ming), născut Zaichun (Wade-Giles: Tsai-chun), membru al clanului manciurian Aisin Gioro, a fost al zecelea  împărat al Dinastiei Qing, și al optulea împărat Qing ce a domnit peste China propriu-zisă. Domnia lui dintre 1861-1875, care a durat în mod efectiv în timpul adolescenței sale, a fost în mare parte umbrită de Regența mamei sale Împărăteasa văduvă Cixi. Deși a avut o influență redusă asupra afacerilor de stat, evenimentele din timpul domniei lui au dat naștere la ceea ce istoricii numesc "Restaurarea Tongzhi", o încercare nereușită de a stabiliza și moderniza China.

## Genealogie
Părinți
- Tată: Împăratul Xianfeng
- Mamă: Împărăteasa văduvă Cixi din clanul Yehe Nara

Consoartă și urmași
- Împărăteasa Xiaozheyi din clanul Arute  (孝哲毅皇后 阿魯特氏; 25 Iulie 1854 – 27 Martie 1875)
- Consoarta Nobilă Imperială Shushen din clanul Fuca (淑慎皇貴妃 富察氏; 24 Decembrie 1859 – 13 Aprilie 1904)
- Consoarta Nobilă Imperială Gongsu din clanul Arute (恭肅皇貴妃 阿魯特氏; 20 Septembrie  1857 – 14 Aprilie 1921)
- Consoarta Nobilă Imperială Xianzhe, of the Hešeri  (獻哲皇貴妃 赫舍里氏; 2 Iulie 1856 – 3 Februarie 1932)
- Consoarta Nobilă Imperială Dunhui din clanul Sirin Gioro (敦惠皇貴妃 西林覺羅氏; 6 Septembrie 1856 – 18 Mai 1933)

1. ↑  China Biographical Database
2. ↑  pr.: tongsi (auzind direct din mandarină)